# Tricalysia obanensis
Tricalysia obanensis är en måreväxtart som beskrevs av Ronald William John Keay. Tricalysia obanensis ingår i släktet Tricalysia och familjen måreväxter.

## Underarter
Arten delas in i följande underarter:
- T. o. kwangoensis
- T. o. obanensis